# Obscurité de la crucifixion

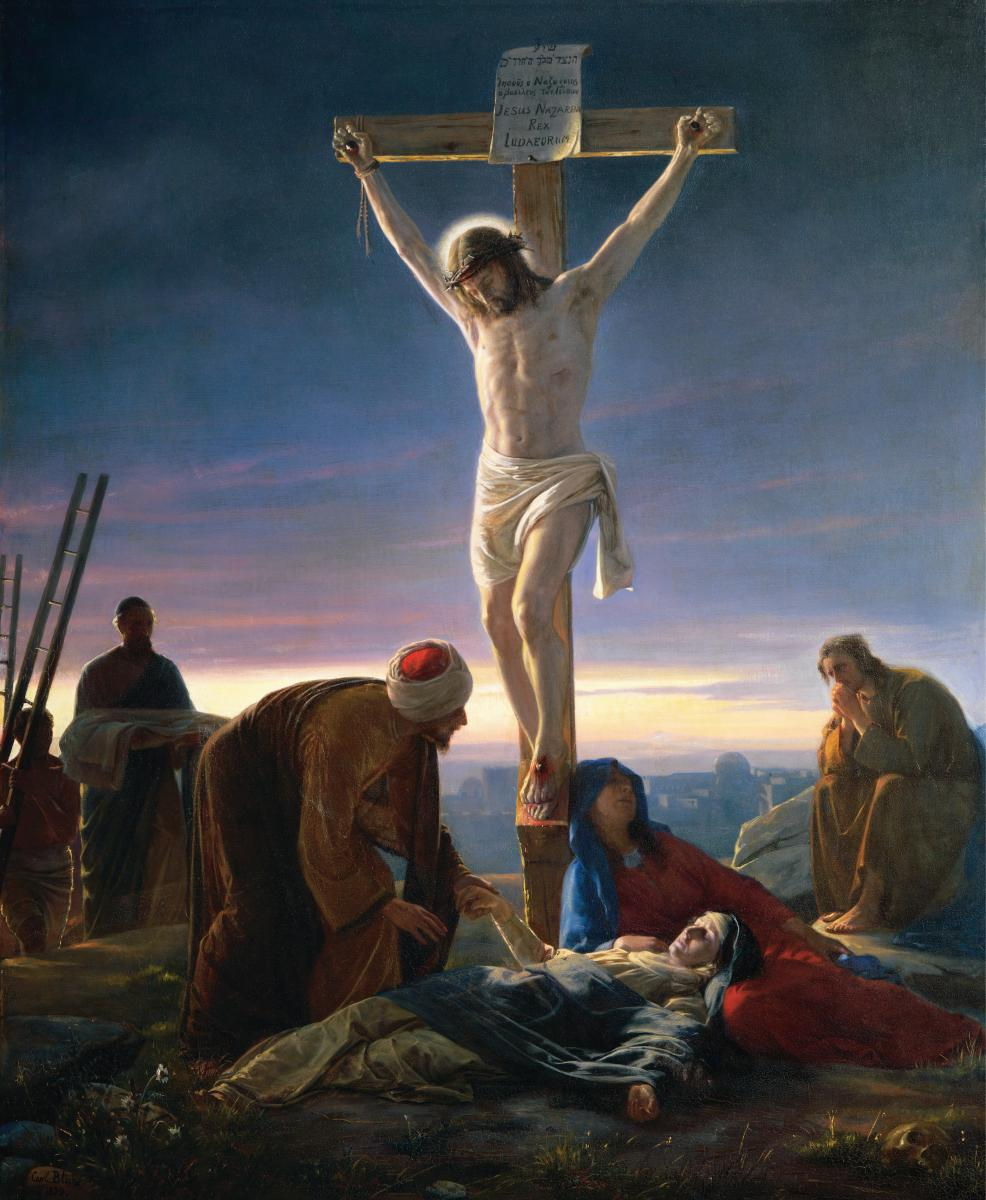
Le Christ sur la croix, de Carl Heinrich Bloch (1834–1890), avec le ciel s'assombrissant.

L'obscurité de la Crucifixion est un épisode rapporté dans trois des évangiles canoniques selon lequel le ciel devint sombre durant la journée lors de la crucifixion de Jésus.
Les écrivains chrétiens antiques et médiévaux ont souvent traité cela comme un miracle et croyaient qu'il s'agissait d'un des rares épisodes du Nouveau Testament ayant été confirmés par des sources non-chrétiennes. Des commentateurs païens de l'époque romaine ont décrit cette scène comme étant une éclipse, pourtant des auteurs chrétiens ont souligné que cette prétendue éclipse arriva durant la Pâque, quand la crucifixion a eu lieu, ce qui aurait été impossible car une éclipse ne peut pas se produire pendant la pleine lune.
L'érudition moderne, notant la manière dont des contes similaires ont été associés dans les temps anciens avec les morts de personnalités notables, tend à considérer ce phénomène comme une invention littéraire qui tente de transmettre un sentiment de la puissance de Jésus face à la mort ou un signe du mécontentement de Dieu envers le peuple juif. Les chercheurs ont également noté la façon dont cet épisode renvoie à d'autres évocations de l'obscurité comme signe venant de Dieu, dans certains livres de l'Ancien Testament.

## Mention dans les Récits bibliques

### Évangile de Marc
La plus ancienne référence biblique à l'obscurité durant la crucifixion se trouve dans l’Évangile de Marc, écrit durant l'an 70.  Dans son récit de la crucifixion, à la veille de la Pâque, il est dit qu'après que Jésus a été crucifié à neuf heures du matin, l'obscurité est tombée sur tout le pays (voire sur toute la terre selon les traductions). Il ajoute qu'immédiatement après la mort de Jésus, « le voile du temple se déchira en deux, de haut en bas ».
Marc 15:33 (différentes versions)
Bible Segond 21 : « À midi, il y eut des ténèbres sur tout le pays, jusqu'à trois heures de l'après-midi. »
Bible Segond 1910 : « La sixième heure étant venue, il y eut des ténèbres sur toute la terre, jusqu'à la neuvième heure. »
Bible Segond 1978 (Colombe) : « À la sixième heure, il y eut des ténèbres sur toute la terre jusqu’à la neuvième heure. »
Parole de Vie : « À midi, il fait nuit dans tout le pays, jusqu’à trois heures de l’après-midi. »
Français Courant : « À midi, l’obscurité se fit sur tout le pays et dura jusqu’à trois heures de l’après-midi. »
Parole Vivante : « Vers midi, tout à coup, le pays tout entier fut plongé dans l’obscurité. Cela dura jusqu’à trois heures de l’après-midi. » 
Darby : « Et quand la sixième heure fut venue, il y eut des ténèbres sur tout le pays jusqu'à la neuvième heure. » 
Martin : « Mais quand il fut six heures, il y eut des ténèbres sur tout le pays jusqu'à neuf heures. » 
Ostervald : « Quand vint la sixième heure, il y eut des ténèbres sur toute la terre, jusqu'à la neuvième heure. »
Hébreu / Grec - Texte original : « Καὶ γενομένης ὥρας ἕκτης σκότος ἐγένετο ἐφ’ ὅλην τὴν γῆν ἕως ὥρας ἐνάτης. »

### Évangile de Matthieu
L’Évangile de Matthieu, écrit dans les environs de l'an 85 ou 90 a un libellé presque identique : « De midi jusqu'à trois heures de l'après-midi, il y eut des ténèbres sur tout le pays. » (Matthieu 27.45) L'auteur ajoute quelques détails dramatiques, y compris un tremblement de terre et la résurrection de plusieurs morts, qui étaient typiques de la littérature apocalyptique juive : « les tombeaux s'ouvrirent et les corps de plusieurs saints qui étaient morts ressuscitèrent. » (Matthieu 27.52)
Matthieu 27.45 (Différentes Versions)
Bible Segond 21 : « De midi jusqu'à trois heures de l'après-midi, il y eut des ténèbres sur tout le pays. »
Bible Segond 1910 : « Depuis la sixième heure jusqu'à la neuvième, il y eut des ténèbres sur toute la terre. »
Bible Segond 1978 (Colombe) : « Depuis la sixième heure jusqu’à la neuvième heure il y eut des ténèbres sur toute la terre. »
Parole de Vie : « À partir de midi, il fait nuit dans tout le pays jusqu’à trois heures de l’après-midi. »
Français Courant : « À midi, l’obscurité se fit sur tout le pays et dura jusqu’à trois heures de l’après-midi. »
Semeur : « À partir de midi, et jusqu’à trois heures de l’après-midi, le pays entier fut plongé dans l’obscurité. » 
Parole Vivante : « À partir de midi et jusqu’à trois heures de l’après-midi, tout le pays fut plongé dans l’obscurité. » 
Darby : « Mais, depuis la sixième heure, il y eut des ténèbres sur tout le pays, jusqu'à la neuvième heure. » 
Martin : « Or depuis six heures il y eut des ténèbres sur tout le pays, jusqu'à neuf heures. » 
Ostervald : « Or, depuis la sixième heure, il y eut des ténèbres sur tout le pays, jusqu'à la neuvième heure. »
Hébreu / Grec - Texte original : « Ἀπὸ δὲ ἕκτης ὥρας σκότος ἐγένετο ἐπὶ πᾶσαν τὴν γῆν ἕως ὥρας ἐνάτης. »

### Évangile de Luc
L'Évangile de Luc propose un récit proche de celui de Marc, sans aucun des détails ajoutés dans la version de Matthieu. Cependant, il déplace la déchirure du voile du temple avant la mort de Jésus et explique l'obscurité comme un obscurcissement du soleil. 
« C'était déjà presque midi, et il y eut des ténèbres sur tout le pays jusqu'à trois heures de l'après-midi. » (Luc 23.44) « Le soleil s'obscurcit et le voile du temple se déchira par le milieu. » (Luc 23.45)
Luc 23.44 (différentes versions)
Bible Segond 21 : « C'était déjà presque midi, et il y eut des ténèbres sur tout le pays jusqu'à trois heures de l'après-midi. »
Bible Segond 1910 : « Il était déjà environ la sixième heure, et il y eut des ténèbres sur toute la terre, jusqu'à la neuvième heure. »
Bible Segond 1978 (Colombe) : « Il était déjà la sixième heure environ, et il y eut des ténèbres sur toute la terre, jusqu’à la neuvième heure. »
Parole de Vie : « Quand il est presque midi, le soleil s’arrête de briller. Dans tout le pays, il fait nuit jusqu’à trois heures de l’après-midi. Le rideau qui est dans le temple se déchire au milieu, en deux morceaux. »
Français Courant : « À midi, l’obscurité se fit sur tout le pays et dura jusqu’à trois heures de l’après-midi. »
Semeur : « Il était environ midi, quand le pays tout entier fut plongé dans l’obscurité, et cela dura jusqu’à trois heures de l’après-midi. » 
Parole Vivante : « À partir de midi et jusqu’à trois heures de l’après-midi, tout le pays fut plongé dans l’obscurité. » 
Darby : « Or il était environ la sixième heure ; et il y eut des ténèbres sur tout le pays jusqu'à la neuvième heure. » 
Martin : « Or il était environ six heures, et il se fit des ténèbres par tout le pays jusqu'à neuf heures. » 
Ostervald : « Il était environ la sixième heure, et il se fit des ténèbres sur toute la terre jusqu'à la neuvième heure. »
Hébreu / Grec - Texte original : « Καὶ ἦν ἤδη ὡσεὶ ὥρα ἕκτη καὶ σκότος ἐγένετο ἐφ’ ὅλην τὴν γῆν ἕως ὥρας ἐνάτης. »
La majorité des manuscrits de l’Évangile de Luc ont l'expression grecque « eskotisthe ho Helios » (« Le soleil s'obscurcit »), mais les plus anciens manuscrits lisent « tou heliou eklipontos » (« la lumière du soleil échoué » ou « le soleil était en éclipse »), paraissant expliquer l’évènement comme une éclipse. Cette version antérieure est susceptible d'avoir été l'original, modifié par les scribes plus tard pour corriger ce qu'ils supposaient être une erreur, car ils savaient qu'une éclipse était impossible pendant Pâque. Un commentateur paléochrétien a même suggéré que le texte avait été délibérément endommagé par les adversaires de l'Église pour le rendre plus facile à attaquer.

### Évangile de Jean
Le récit de la crucifixion donné dans l'Évangile de Jean ne mentionne ni l'obscurité, ni le déchirement du voile, ni la résurrection des morts.

## Les versions ultérieures

### Écrivains apocryphes
Un certain nombre de textes de la littérature apocryphe se sont inspirés de l'évocation de l'obscurité au moment de la crucifixion dans les évangiles synoptiques.
L'Évangile de Pierre, sans doute écrit à partir du IIe siècle, développe les récits évangéliques canoniques du récit de la Passion de façon créative. Comme un auteur le dit, « Les miracles accompagnants deviennent plus fabuleux et les présages apocalyptiques sont plus vifs »[réf. souhaitée].  Dans cette version, l'obscurité qui couvre toute la Judée est telle que les gens sortent avec des lampes car ils croient être en pleine nuit. L'Évangile de Nicodème, au IVe siècle, décrit comment Pilate et sa femme sont perturbés à cause d'un rapport sur ce qui s'est passé, et les Judéens qu'il a convoqués pour lui démontrer que ce n'était qu'une éclipse solaire ordinaire. Un autre texte, rédigé à partir du IVe siècle et présenté comme le Rapport de Ponce Pilate à Tibère, avance que l'obscurité avait commencé à la sixième heure, couvert le monde entier et que, le soir suivant, la pleine lune ressemblait à du sang durant toute la nuit. Dans un texte du Ve ou VIe siècle, soi-disant de Denys l'Aréopagite, l'auteur affirme avoir observé une éclipse solaire d'Héliopolis au moment de la crucifixion.

### Les anciens historiens
Il n'y a pas de références d'origine à cette obscurité en dehors du Nouveau Testament. Les commentateurs ultérieurs ont spéculé sur une référence contemporaine qui aurait pu avoir existé dans un ouvrage du chroniqueur Thallus. Au IXe siècle, l'historien byzantin Georges le Syncelle cite l'historien chrétien du IIIe siècle, Sextus Julius Africanus, qui fait remarquer que « Thallus, au troisième livre de son Histoire explique cette obscurité par une éclipse, ce qui me parait inacceptable ! » . Aujourd’hui nous ne savons pas quand Thallus vécut ni s'il a fait référence à la crucifixion dans ses écrits.
Tertullien, dans son Apologétique, a raconté l'histoire de l'obscurité de la crucifixion et a suggéré que la preuve doit toujours se trouver dans les archives romaines. 

## Explications avancées

### Le Miracle
Dès les temps anciens et médiévaux, il était connu qu'une éclipse solaire ne pouvait avoir lieu pendant la Pâque (les éclipses solaires nécessitant une nouvelle lune et Pâque ayant lieu seulement durant une pleine lune). Cet événement a donc été considéré comme un signe miraculeux plutôt que comme un phénomène naturel. L'astronome Johannes de Sacrobosco a écrit, dans son ouvrage La Sphère du Monde, « l'éclipse n'était pas naturelle, mais plutôt miraculeuse et contraire à la nature. » 
Les auteurs modernes qui considèrent cela comme un évènement miraculeux l'expliquent par un phénomène naturel (poussière volcanique, couverture de nuages lourds) ou évitent totalement l'explication en considérant que c'est un miracle complet.  La Bible Study Réforme, par exemple, indique simplement « C'était une obscurité surnaturelle. »

### Les explications naturalistes

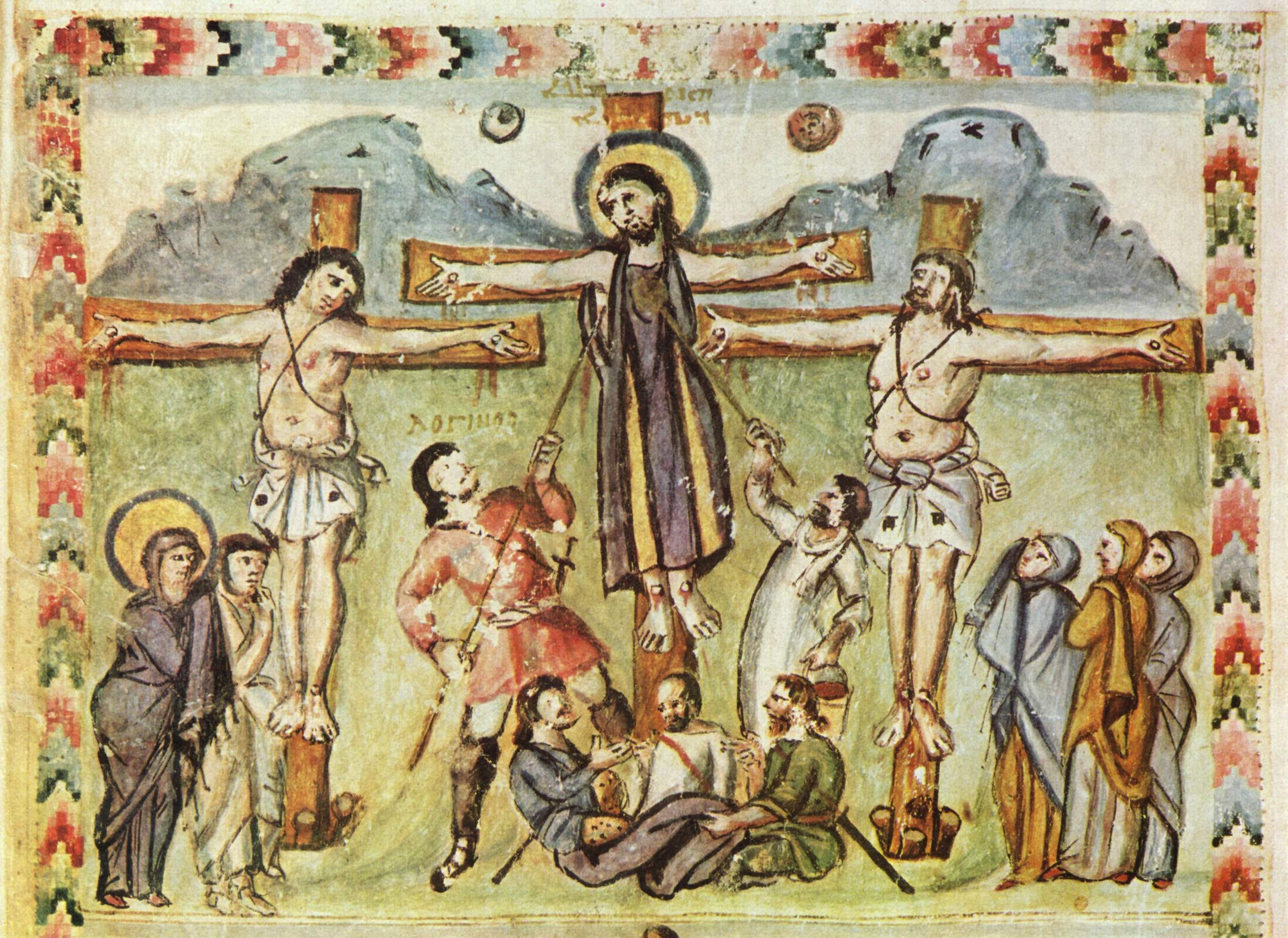
La première crucifixion dans un manuscrit enluminé, du syriaque Évangiles de Rabula, 586 ap. J.-C. : à noter le soleil et la lune dans le ciel.

Certains commentateurs ont suggéré que l'obscurité était due à une éclipse solaire.
L'Évangile de Luc semble décrire l’évènement comme une éclipse, mais certains auteurs non chrétiens ont rejeté ces termes. Cependant, les détails bibliques ne concordent pas avec une éclipse : une éclipse solaire ne pourrait pas avoir lieu durant ou autour de la Pâque, lorsque Jésus a été crucifié, et aurait été trop brève pour occasionner trois heures de ténèbres. La durée maximale possible d'une éclipse solaire totale est de sept minutes et demie (et pour une éclipse annulaire, de douze minutes et demie). Une éclipse totale le 24 novembre 29 après J.-C. était visible un peu au nord de Jérusalem, à 11h05. La période d'obscurité totalité à Nazareth et en Galilée a été d'une minute et 49 secondes, et le niveau des ténèbres aurait été imperceptible pour les personnes à l'extérieur.
En 1983, Colin Humphreys et WG Waddington, qui avaient utilisé des méthodes astronomiques pour calculer la date de la crucifixion comme étant exactement le 3 avril 33 de notre ère, ont fait valoir que l'obscurité pourrait s'expliquer par une éclipse lunaire partielle qui a eu lieu ce jour-là. L'astronome Bradley E. Schaefer, d'autre part, a souligné que l'éclipse n'aurait pas été visible pendant les heures de clarté. 
Humphreys et Waddington ont spéculé que la référence dans l’Évangile de Luc à une éclipse solaire doit avoir été le résultat d'un scribe modifiant à tort le texte, une théorie que l'historien David Henige (en) décrit comme « indéfendable ». 
Certains auteurs ont pu expliquer l'obscurité de la crucifixion par des tempêtes solaires, une épaisse couverture nuageuse ou la suite d'une éruption volcanique. Une autre explication naturelle possible est une tempête de poussière khamsin qui tend à se produire de mars à mai. 
Un rapport important du XIXe siècle a décrit ce phénomène comme une « ombre oppressive » et a suggéré que c'était un phénomène typique lié aux tremblements de terre.[réf. nécessaire]

### La création littéraire
Dans la science moderne, on considère généralement que le texte dans les évangiles synoptiques est une création littéraire des écrivains de l'Évangile, destinée à accroitre l'importance de ce qu'ils considéraient comme un événement théologique majeur. 
Burton Mack décrit donc l’événement comme une fabrication de l'auteur de l'Évangile de Marc, tandis que GB Caird et Joseph Fitzmyer concluent que l'auteur n'a jamais eu l'intention de faire passer sa description comme fait météorologique littéral mais plutôt comme une transcription d’émotions. WD Davies et Dale Allison de même concluent : « Il est fort probable que, sans aucune base factuelle, l'obscurité a été ajoutée afin d'envelopper la croix dans un symbole riche et/ou assimiler Jésus à d'autres grand notables. »[réf. souhaitée]. 
L'image des ténèbres sur la terre aurait été comprise par les anciens lecteurs comme un signe cosmique, un élément typique dans la description de la mort des rois et d'autres grandes figures par des écrivains comme Philon, Dion Cassius, Virgile, Plutarque et Flavius Josèphe. Géza Vermes décrit le récit de l'obscurité comme « faisant partie de l'imagerie eschatologique juive du jour du Seigneur. Il doit être traité comme une œuvre littéraire plutôt que phénomène historique en dépit des scientifiques naïfs et des réalisateurs de documentaires de télévision trop impatients qui ont tenté d'interpréter cette histoire comme une éclipse datable du soleil. »

## Interprétations
Cette séquence joue un rôle important dans le récit littéraire de l'Évangile. L'auteur de l'Évangile de Marc a été décrit comme atteignant ici le « sommet de ses pouvoirs rhétoriques et théologiques ». On peut voir dans l'évocation de l'obscurité de la crucifixion, une inversion délibérée de la transfiguration ou une préfiguration de la tribulation future annoncée par Jésus et dont l'un des signes sera que le soleil s'obscurcit. Ces détails sur l'obscurcissement du ciel et la déchirure du voile du temple peuvent également être un moyen de détourner l'attention du lecteur de la honte et l'humiliation de la crucifixion. Un professeur de théologie biblique conclut : « Il est clair que Jésus n'est pas un criminel, mais un homme d'une grande importance humilié. Sa mort n'est donc pas un signe de sa faiblesse, mais de sa puissance. »
Lorsque l'on considère le sens théologique de l’évènement, certains auteurs ont interprété l'obscurité comme une période de deuil du cosmos lui-même à la mort de Jésus. D'autres l'ont vu comme un signe du jugement de Dieu sur le peuple juif, parfois en connexion avec la destruction de la ville de Jérusalem en l'an 70; ou comme symbolisant la honte, la peur ou la souffrance mentale de Jésus.
Beaucoup d'écrivains ont adopté une approche intertextuelle, en regardant les textes antérieurs à partir desquels l'auteur de l’Évangile de Marc peut-être tiré. En particulier, des parallèles ont souvent été notés entre les ténèbres et la prédiction dans le Livre d'Amos d'un tremblement de terre sous le règne du roi Ozias de Juda: « Ce jour-là, dit le Seigneur Dieu, je ferai coucher le soleil en plein midi et assombrir la terre en plein jour » . En particulier, dans le cadre de cette référence, lue comme une prophétie de l'avenir, l'obscurité peut être vu comme présage de la fin des temps. 
Une autre source littéraire probable est l'une des plaies de l'Égypte mentionnée dans l'Exode, au cours de laquelle le pays est couvert par l'obscurité pendant trois jours. Il a été suggéré que l'auteur de l’Évangile de Matthieu a changé le texte de Marc légèrement pour être plus près de cette source. Les auteurs ont également établi des comparaisons avec la description de l'obscurité dans le récit de la création de la Genèse, avec une prophétie concernant l'obscurité en mi-journée par Jérémie, et avec une prophétie de fin des temps du Livre de Zacharie.

## Iconographie
Dans les représentations artistiques traditionnelles de la crucifixion, le soleil et la lune apparaissent parfois au-dessus et de chaque côté de la croix, en allusion à l'assombrissement du ciel.